# Сен-Поль-де-Леон
Сен-Поль-де-Леон (фр. Saint-Pol-de-Léon) — коммуна на северо-западе Франции, находится в регионе Бретань, департамент Финистер, округ Морле, кантон Сен-Поль-де-Леон. Расположена на побережье Ла-Манша, в 56 км к северо-востоку от Бреста и в 20 км к северо-западу от Морле, в 18 км от национальной автомагистрали N12. К югу от центра коммуны находится железнодорожная станция Сен-Поль-де-Леон линии Морле-Роскоф. Коммуна расположена в центре региона, называемого за свои благоприятные климатические условия «Золотой пояс» (фр. Ceinture dorée).
Население (2019) — 6 709 человек.

## История
Территория Сен-Поля была заселена  с доисторических времен, о чем свидетельствует довольно хорошо сохранившаяся двойная крытая аллея и оружие, относящиеся к палеолиту, мезолиту и неолиту. В галльский период здесь проживало племя осисмиев,  вместе с венетами боровшееся против римлян. На месте галльского поселения римляне построили форт, о чем свидетельствуют найденные здесь римские монеты III века. 
В VI веке поселок стал центром епископства. Его основателем и первым епископом стал Святой Павел Аврелиан, уроженец Уэльса, переселившийся в Бретань в начале VI века и проповедовавший здесь христианское учение. В его честь была освящена местная церковь, а впоследствии и назван сам город.
Городом и его окрестностями с середины IX века владели виконты Леона, в начале X века ставшие вассалами герцогов Бретани. В 1139 году виконт Эрве I отправился в Англию для того, чтобы поддержать короля Стефана во время гражданской войны с императрицей Матильдой. В награду за это Эрве получил в Англии графство Уилтшир и уже в том же году женился на внебрачной дочери короля. В 1141 году враги Стефана вторглись во владения Эрве, после чего он потерял свои земли в Англии и был вынужден возвратиться в Бретань вместе со своей женой.
В XIII веке, богатый и процветающий, город был центром жизни всей провинции. Он был частично сожжен во время Столетней войны и Войны за бретонское наследство, а в 1592 году, во время Религиозных войн,  разграблен сторонниками Лиги. 
Во время Французской революции коммуна называлась Мон-Фример и Пор-Поль. Революция принесла в регион восстание шуанов, переросшее в гражданскую войну. Одно из небольших сражений этой войны произошло в Сен-Поль-де-Леоне, где республиканские войска разбили ополчение местных крестьян.  Коммуна была жестоко наказана за поддержку контрреволюционеров – сняты церковные колокола,  население обложено штрафами, многие люди  гильотинированы. В 1801 году епархия Леона была упразднена и вошла в состав епархии Кемпера.
В XIX веке в Сен-Поль-де-Леоне развивается  производство текстиля , а также конопли, лена, воска, меда; значительная часть населения промышляет рыболовством. В 1883 году в коммуну пришла железная дорога – из Морле была построена ветка к Роскофу на побережье Ла-Манша.  В 1890 году Сен-Поль-де-Леон стал крупнейшим производителем овощей во Франции: интенсивному произрастанию овощей в этих местах способствует плодородная почва и теплый климат, обусловленный прохождением рядом одной  из ветвей Гольфстрима. 

## Достопримечательности
- Собор Святого Павла Аврелиана XIII-XVI века, сочетание романского стиля и готики, до 1801 — кафедральный собор
- Готическая часовня Нотр-Дам в Крескере XIV-XV веков
- Церковь Святого Петра XV века
- Бывший дворец епископов XVII века, в настоящее время здание мэрии
- Шато Керневес середины XIX века в стиле неоклассицизм
- Шато и усадьба Керсалью
- Особняк Гурво XVI века
- Дом XVIII века на улице генерала Леклерка с угловой бартизаной

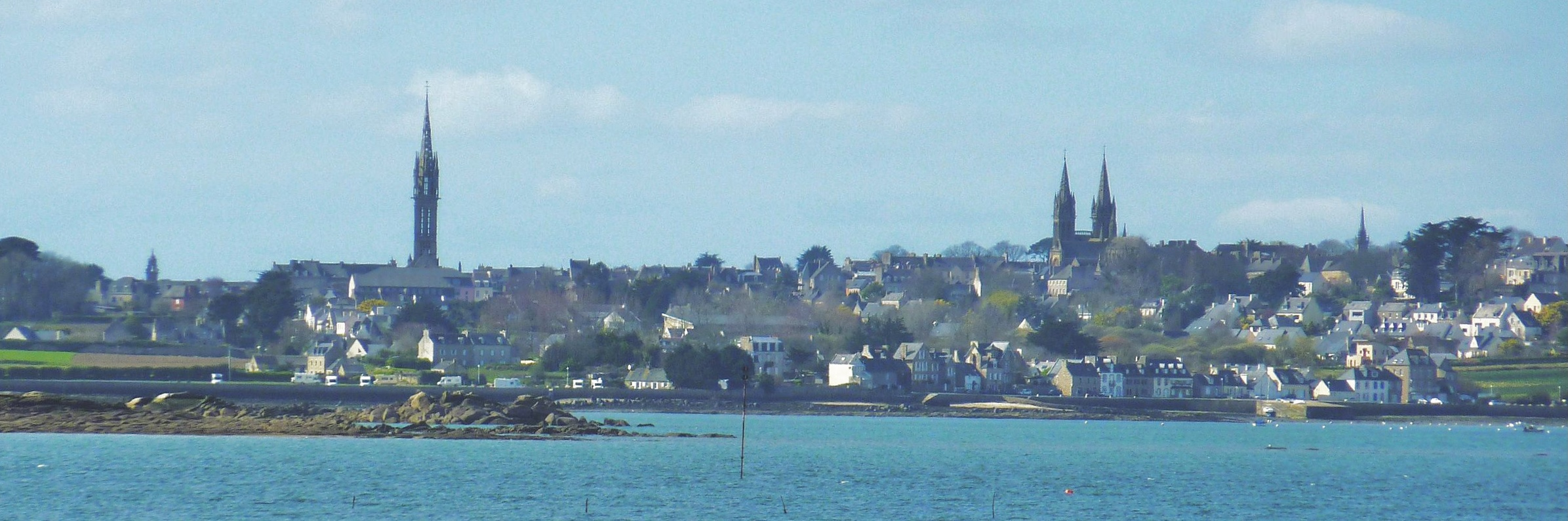
Панорама Сен-Поль-де-Леона

- Дольмен Бутуйе

## Экономика
Структура занятости населения:
- сельское хозяйство — 5,9 %
- промышленность — 8,0 %
- строительство — 3,8 %
- торговля, транспорт и сфера услуг — 53,5 %
- государственные и муниципальные службы — 28,8 %

Уровень безработицы (2018) — 13,3 % (Франция в целом —  13,4 %, департамент Финистер — 12,1 %). 

Среднегодовой доход на 1 человека, евро (2018) — 20 840 (Франция в целом — 21 730, департамент Финистер — 21 970).

## Демография
Динамика численности населения, чел.

## Администрация
Пост мэра Сен-Поль-де-Леона с 2020 года занимает Стефан Клоарек (Stéphane Cloarec). На муниципальных выборах 2020 года возглавляемый им правый блок победил в 1-м туре, получив 70,34 % голосов.
| Период | Период | Фамилия           | Партия                                                       | Примечания                                                                         |
| ------ | ------ | ----------------- | ------------------------------------------------------------ | ---------------------------------------------------------------------------------- |
| 1965   | 1971   | Франсуа Браннелек | Независимые республиканцы                                    | коммерсант                                                                         |
| 1971   | 1977   | Луи Гильшер       | Разные левые                                                 | директор кооперативного общества SICA                                              |
| 1977   | 2008   | Адриен Кервелла   | Объединение в поддержку Республики Союз за народное движение | вице-президент Генерального совета департамента, член Регионального совета Бретани |
| 2008   | 2020   | Николя Флош       | Разные правые Союз демократов и независимых                  | врач                                                                               |
| 2020   |        | Стефан Клоарек    | Разные правые                                                | заведующий хозяйством школы                                                        |

## Города-побратимы
- Пенарт, Великобритания
- Фехта, Германия
- Беникарло, Испания
- Пуэнтедеуме, Испания

## Галерея

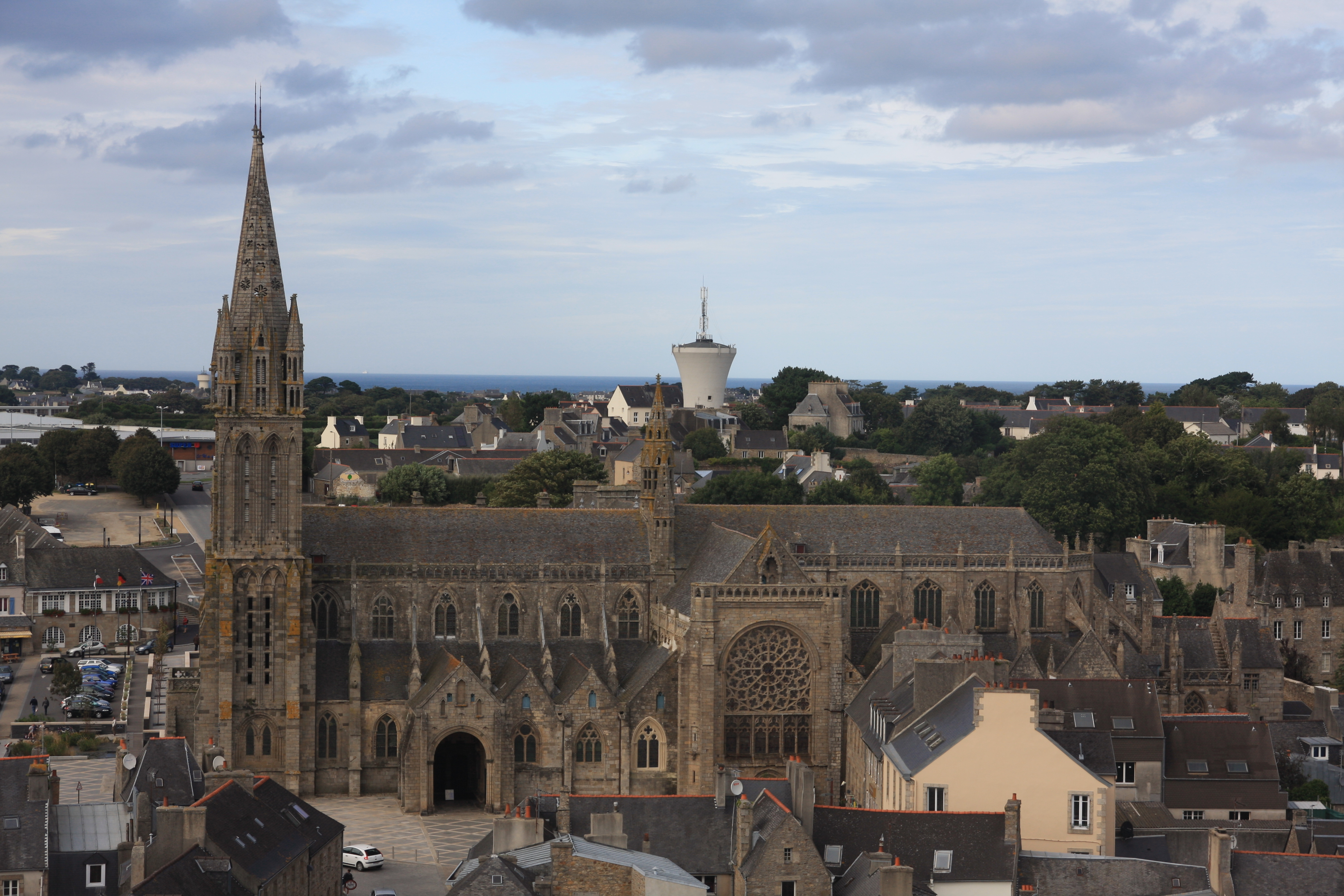
Собор Святого Аврелиана
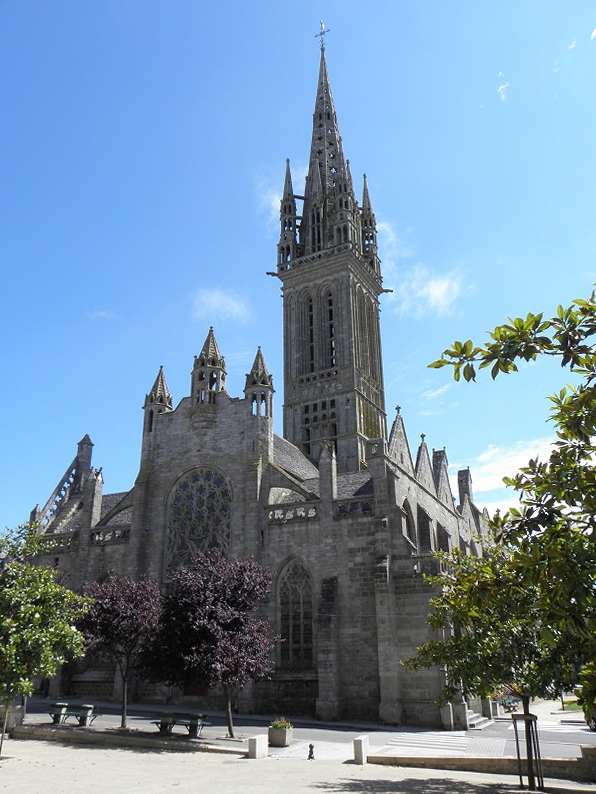
Часовня Нотр-Дам
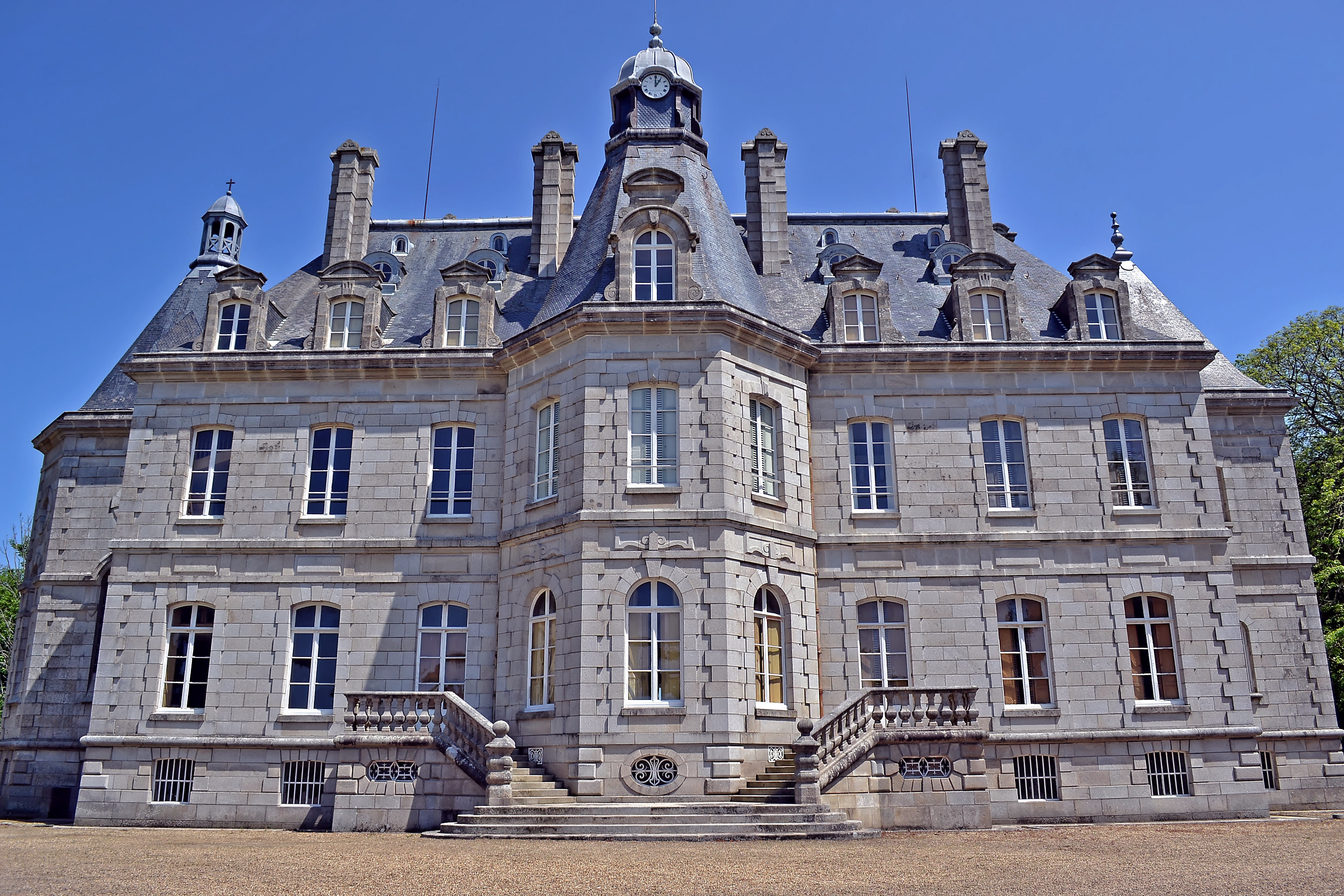
Шато Керневес
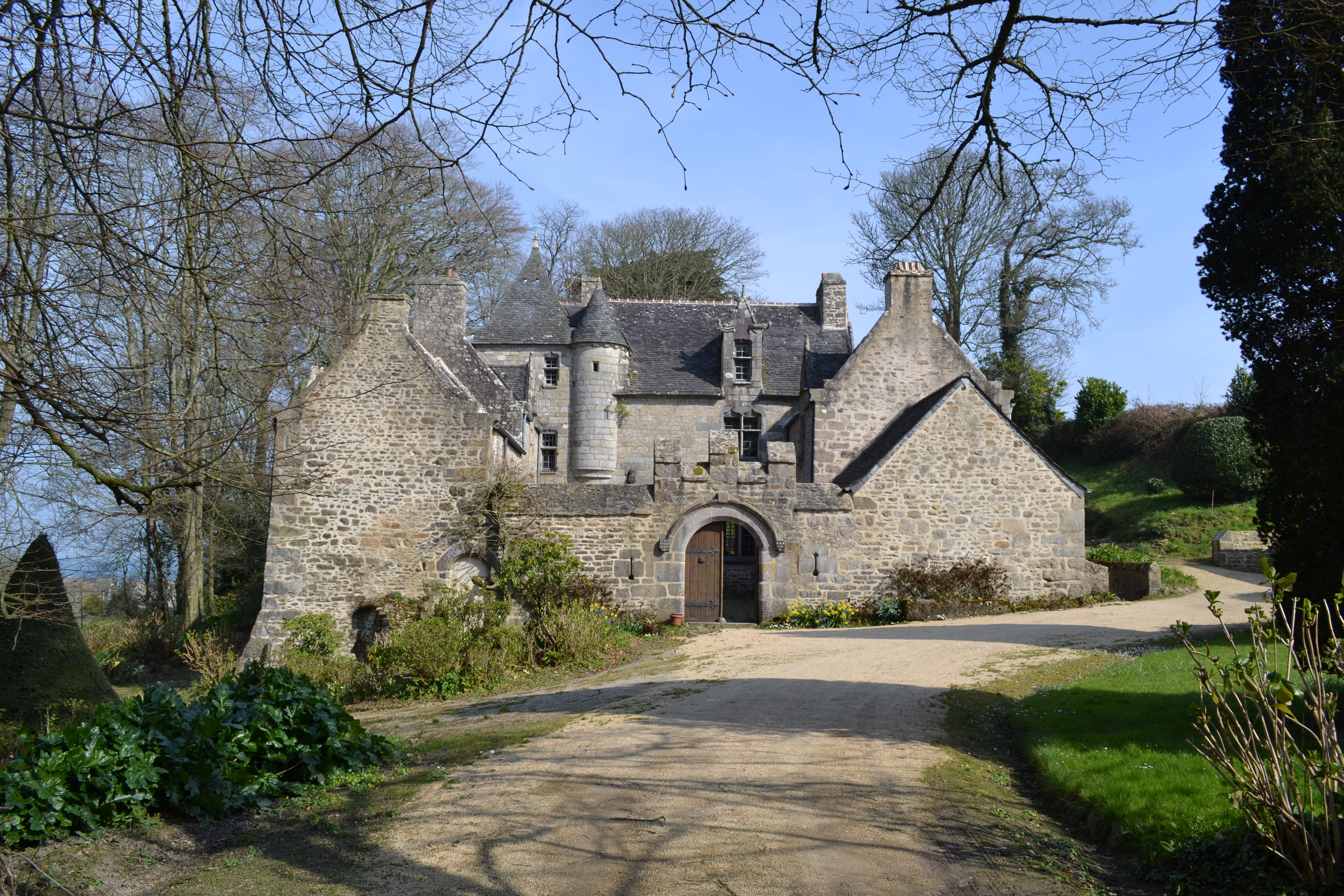
Особняк Керсалью
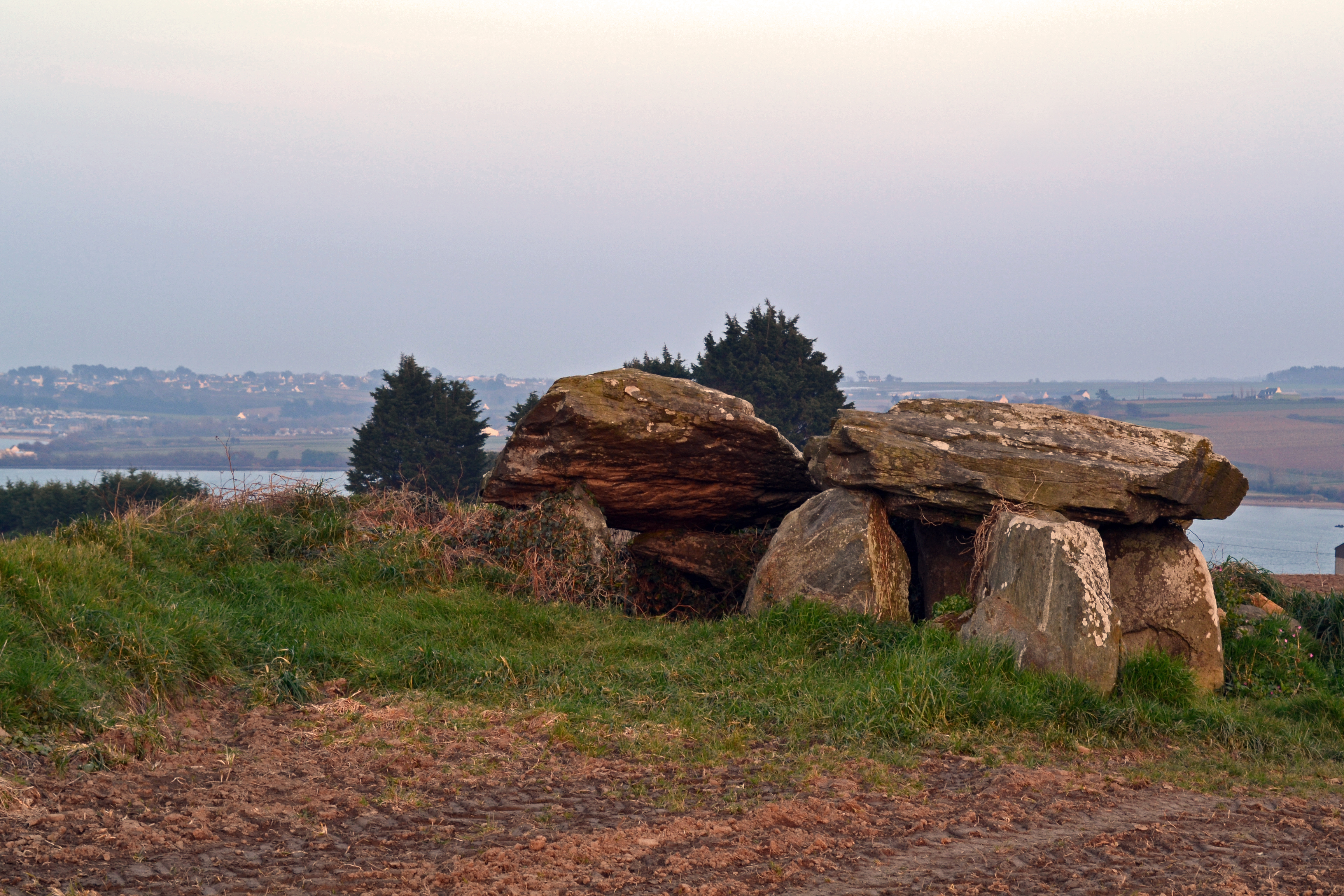
Дольмен Бутуйе
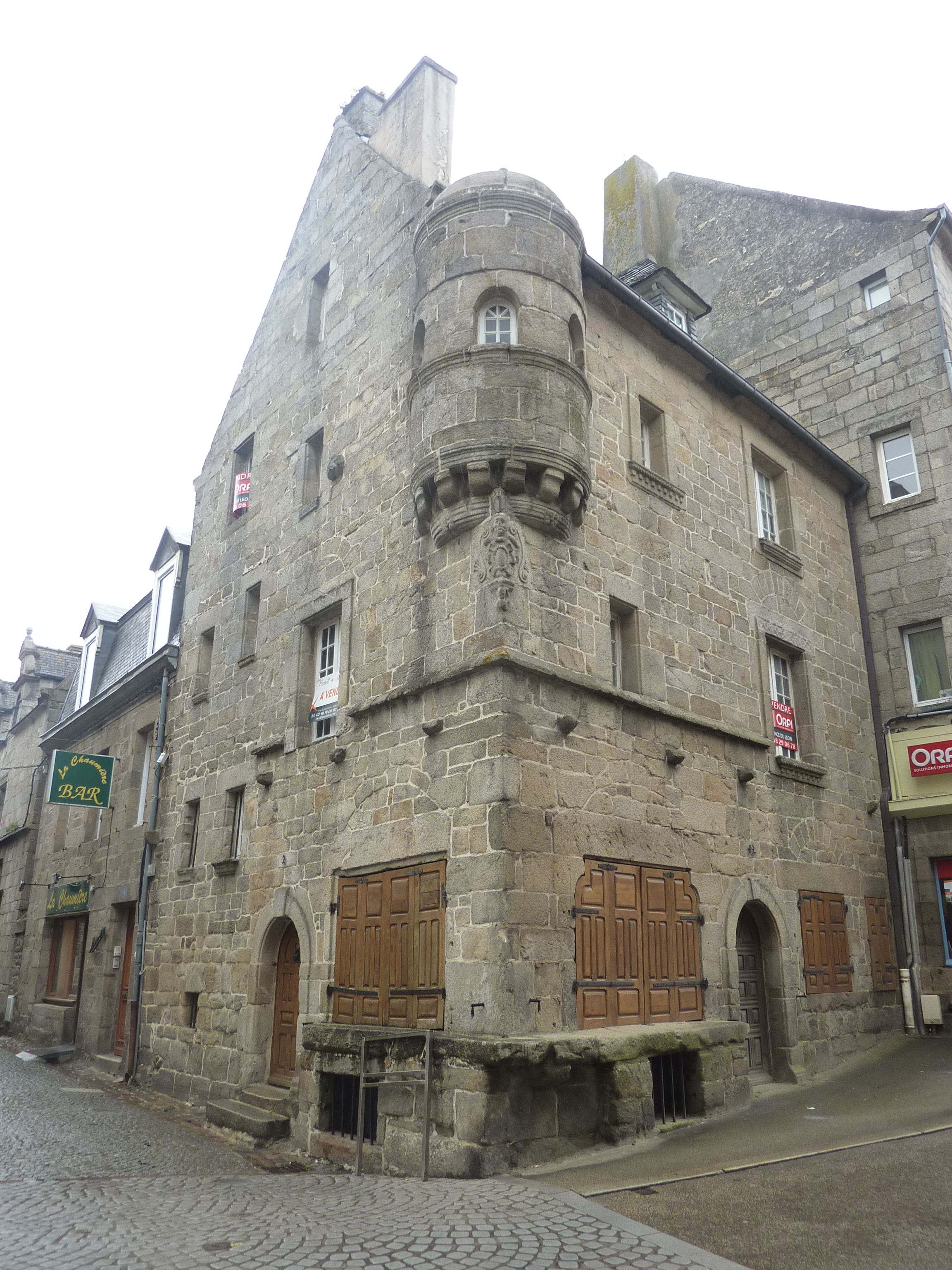
Средневековый дом с бартизаной
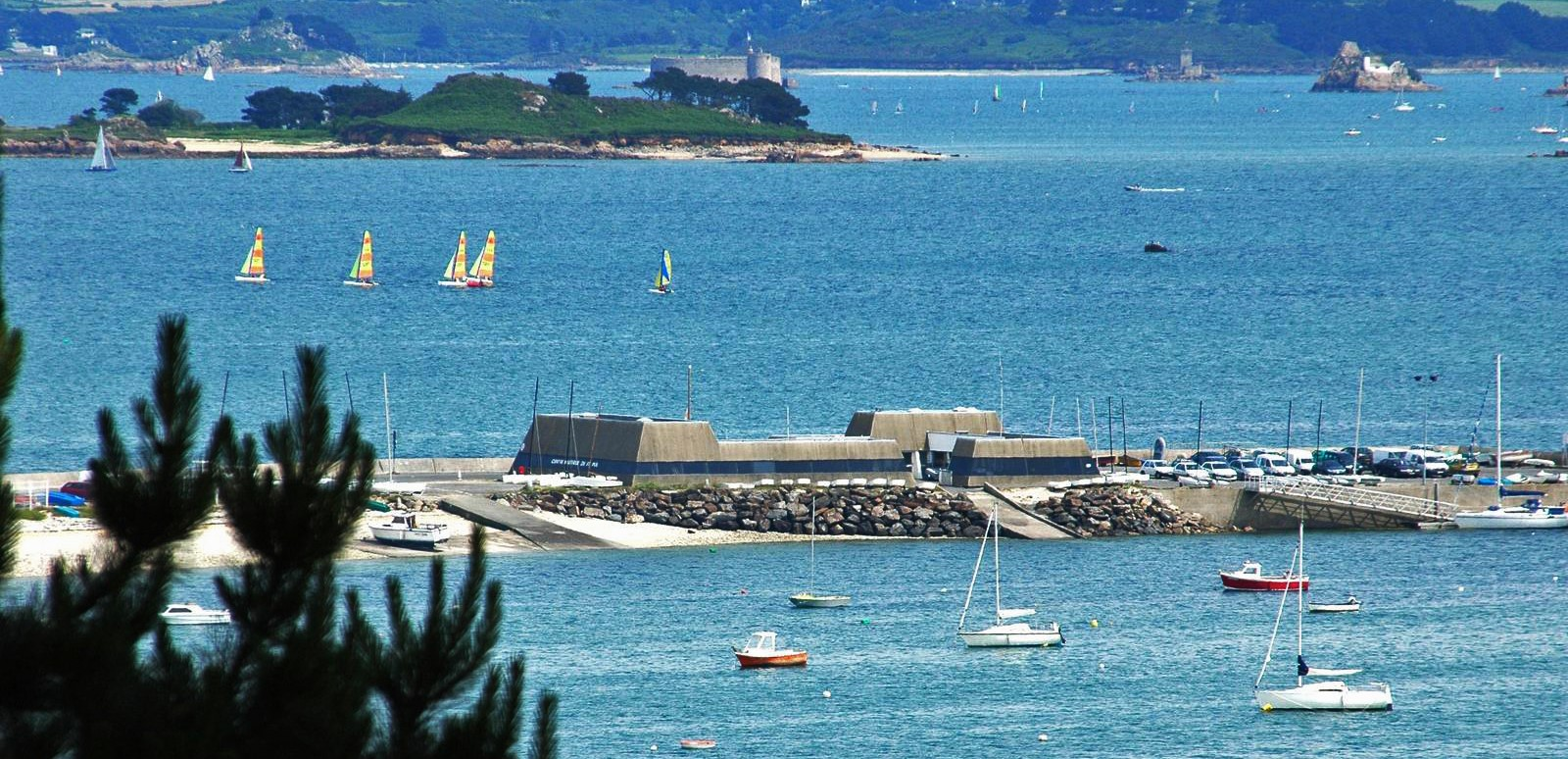
Центр водных видов спорта